# Vulnet Emini
Vulnet Emini (mac. Вулнет Емини; ur. 10 września 1978 w Tetowie) – północnomacedoński piłkarz pochodzenia albańskiego, w 2006 roku reprezentant Macedonii.